# Edward Holton
Pour les articles homonymes, voir Holton.
Edward Holton (1er septembre 1844-10 août 1907 ) est un avocat et homme politique fédéral du Québec.

## Biographie
Né à Montréal dans le Canada-Est, il étudia à l'Université McGill. Nommé au Barreau du Québec en 1867, il pratique à Montréal. Il sert durant un certain temps, les Prince of Wales Rifles.
Élu député du Parti libéral du Canada dans la circonscription fédérale de Châteauguay lors d'une élection partielle déclenchée après le décès de son père et député Luther Hamilton Holton en 1880, il est réélu en 1882 et en 1887. Il ne se représente pas en 1891.